# Đông Hải (huyện)
Đông Hải là một huyện cũ thuộc tỉnh Bạc Liêu cũ, Việt Nam.

## Địa lý

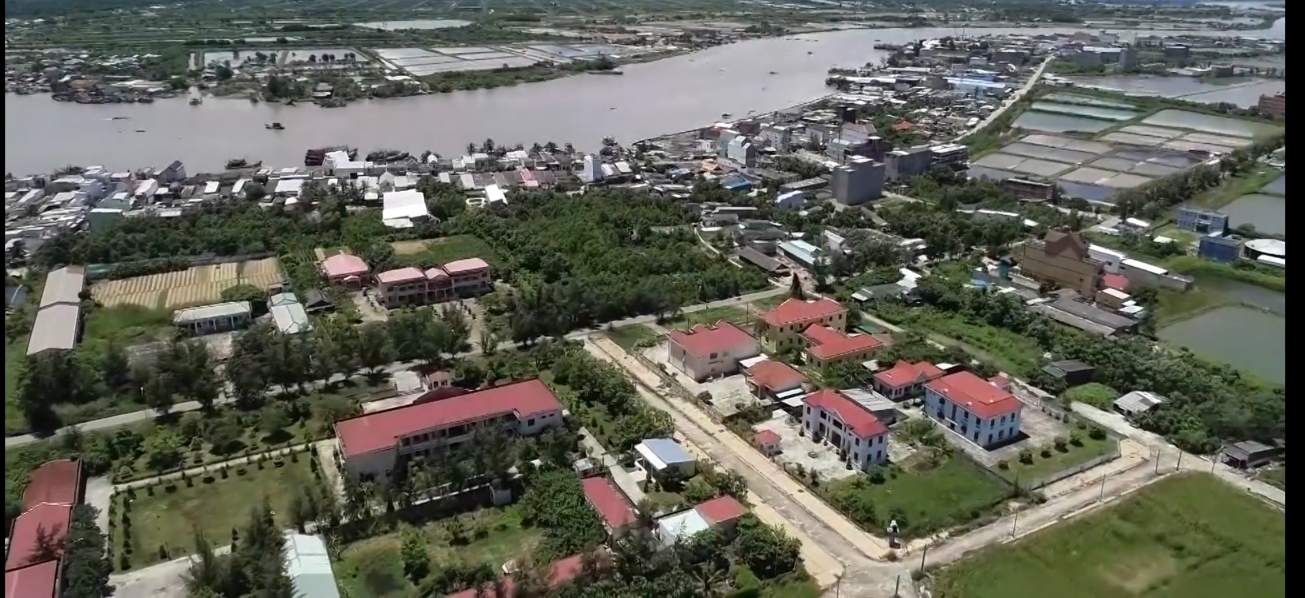
Một góc huyện Đông Hải nhìn từ trên cao

Huyện Đông Hải nằm ở phía tây nam tỉnh Bạc Liêu, có vị trí địa lý:
- Phía đông giáp huyện Hòa Bình
- Phía tây giáp thành phố Cà Mau, tỉnh Cà Mau
- Phía nam giáp huyện Đầm Dơi, tỉnh Cà Mau và Biển Đông
- Phía bắc giáp thị xã Giá Rai.

Sông Gành Hào là địa giới của huyện với tỉnh Cà Mau, đổ ra biển bằng cửa biển Gành Hào tại khu vực thị trấn Gành Hào. Đông Hải là huyện có đường bờ biển dài nhất tỉnh Bạc Liêu (khoảng 23 km), thuận lợi cho việc làm muối và đánh bắt hải sản.

### Địa hình
Nhìn chung tương đối bằng phẳng, bề mặt bị chia cắt bởi hệ thống sông, kênh rạch chằng chịt. Cao độ trung bình từ 0,4m – 1,3m; có xu hướng thấp dần từ bờ biển vào sâu trong nội đồng. Do đó, đã tạo thuận lợi cho hoạt động sản xuất nông – lâm – ngư nghiệp và du lịch sinh thái. Tuy nhiên, cũng gây khó khăn cho việc xây dựng hạ tầng kỹ thuật, phát triển giao thông đường bộ và ảnh hưởng đến đời sống, sinh hoạt của người dân.

### Khí hậu
Huyện nằm trong vùng khí hậu nhiệt đới gió mùa và chịu ảnh hưởng của biển Đông với những đặc trưng chủ yếu sau:
- Chế độ nhiệt: nhiệt độ trung bình hàng năm khoảng 26,6 °C, thường tháng 1 có nhiệt độ thấp nhất khoảng 24,8 °C, tháng 5 có nhiệt độ cao nhất khoảng 29,4 °C.
- Chế độ mưa: mùa mưa kéo dài từ tháng 5 đến tháng 11, mùa khô từ tháng 12 tới tháng 4 năm sau, lượng mưa trung bình hàng năm khoảng 1.730 mm, tập trung chủ yếu vào mùa mưa (chiếm trên 90% tổng lượng mưa).
- Chế độ ẩm: cao và ổn định, ít biến đổi qua các năm, trung bình cả năm khoảng 85%, thấp nhất vào mùa khô, cao nhất vào mùa mưa.
- Chế độ nắng: số giờ nắng trong năm khá cao, khoảng 2.409 giờ/năm.
- Chế độ gió: có 2 hướng gió thịnh hành là Đông Bắc và Tây Nam.[6]

### Thủy văn
Chế độ thủy văn trên địa bàn huyện chịu tác động bởi chế độ bán nhật triều không đều của Biển Đông, chế độ dòng chảy của các sông, kênh, rạch trên địa bàn. Thủy triều Biển Đông là tác nhân chủ yếu đưa xâm nhập mặn vào nội địa theo các sông, kênh, rạch. Trong đó, độ mặn trong các sông, kênh, rạch có sự khác nhau tùy theo vùng (vùng phía Đông Nam mặn nhiều, vùng phía Tây Bắc mặn ít). Riêng ở vùng phía nam Quốc lộ 1 do chế độ bán nhật triều biển Đông chi phối hoàn toàn với lưu tốc dòng chảy mạnh, biên độ khá lớn tạo thuận lợi cho việc tiêu nước tự chảy và rửa mặn, rửa phèn, lấy nước mặn từ biển để làm muối, nuôi trồng thủy sản, phát triển rừng ngập mặn. Mặt khác, theo kết quả nghiên cứu đất đai ven biển huyện Đông Hải trên 30 năm qua cho thấy vùng ven biển của huyện thường xảy ra vấn đề xói lở và bồi tụ, trong đó, đoạn từ thị trấn Gành Hào đến hợp tác xã Long Hà (xã Long Điền Tây) bị xói lở mạnh từ 0,1 – 0,5 km và đoạn từ hợp tác xã Long Hà đến kênh Cống Cái Cùng (xã Long Điền Đông) được bồi từ 0,4 – 1,5 km.

### Tài nguyên đất
Hiện nay trên địa bàn huyện Đông Hải có 3 nhóm đất chính là đất mặn, đất phèn tiềm tàng – mặn trung bình và đất nhân tác, Trong đó:
- Nhóm đất mặn, diện tích khoảng 11.592,09 ha, chiếm 20% diện tích tự nhiên (DTTN), phân bố chủ yếu ở phần bãi bồi ven biển và bờ biển. Thành phần cơ giới đất có tỷ lệ cát và bột thấp (22 – 27%), cấp hạt cát không vượt quá (25%), khả năng sử dụng thích hợp cho trồng rừng phòng hộ, nuôi trồng thủy sản và làm muối.
- Nhóm đất phèn tiềm tàng – mặn trung bình, diện tích khoảng 36.088 ha, chiếm 62,27% DTTN, phân bố đều trên địa bàn các xã, thị trấn; khả năng sử dụng thích hợp cho nuôi trồng thủy sản và sản xuất nông nghiệp.
- Nhóm đất nhân tác, có diện tích khoảng 8.680,07 ha, chiếm 15,29% DTTN; phân bố tập trung dọc theo các kênh, rạch, các trục lộ giao thông lớn, các cụm dân cư tập trung; thành phần lý hóa tính đã bị thay đổi nhiều do quá trình sử dụng. Ngoài ra, đất sông, kênh, rạch có diện tích 1.413,02 ha, chiếm 4,09% DTTN, phân đều trên địa bàn huyện.[6]

### Tài nguyên nước
Nước mặt: có 2 nguồn chính là nước ngọt và nước mặn, trong đó:
- Nước ngọt: được cung cấp từ nước mưa và hệ thống sông, kênh rạch khá dày đặc trên địa bàn. Nguồn nước chủ yếu phục vụ cho mục đích sản xuất nông nghiệp, sinh hoạt của người dân, đồng thời dùng để cải tạo đất, rửa chua, phèn và phục vụ giao thông thủy.
- Nước mặn: được cung cấp từ Biển Đông nên rất dồi dào, chủ yếu phục vụ cho nuôi trồng thủy sản, trồng rừng, sản xuất muối và giao thông thủy.

Nước dưới đất: trên địa bàn huyện ở độ sâu khoảng từ 80–500m có 4 tầng chứa nước với trữ lượng lớn, chất lượng khá tốt. Tuy nhiên, hiện nay chủ yếu khai thác ở độ sâu từ 80 – 150m để phục vụ cho mục đích công nghiệp chế biến và sinh hoạt của nhân dân.

### Tài nguyên rừng
Hiện tại, huyện có khoảng 1.563,87 ha đất rừng, toàn bộ là rừng phòng hộ, được phân bố trên địa bàn các xã ven biển như: Long Điền Đông, Điền Hải, Long Điền Tây và thị trấn Gành Hào với một số cây chiếm ưu thế như: đước, mắm, vẹt,... chủ yếu đóng vai trò hạn chế xói mòn, giảm ô nhiễm môi trường, tạo cảnh quan đẹp cho phát triển du lịch sinh thái ven biển.

### Tài nguyên biển
Huyện Đông Hải có chiều dài bờ biển khoảng 23 km, với các cửa sông lớn như Gành Hào, Cái Cùng nên rất thuận lợi trong khai thác, chế biến và dịch vụ thủy sản. Đặc biệt, khu vực biển của huyện có nhiều loại hải sản với trữ lượng lớn và giá trị kinh tế cao như: tôm biển các loại, cá Hồng, cá Gộc, cá Sao, cá Thu, cá Chim,... nên huyện có điều kiện thuận lợi để phát triển thành trung tâm cung cấp các dịch vụ cho đánh bắt và chế biến thủy hải sản. Nước biển có độ mặn cao, thuận lợi cho phát triển sản xuất, chế biến muối và các sản phẩm sau muối.

## Hành chính
Huyện Đông Hải có 11 đơn vị hành chính cấp xã trực thuộc, bao gồm thị trấn Gành Hào và 10 xã: An Phúc, An Trạch, An Trạch A, Điền Hải (huyện lỵ), Định Thành, Định Thành A, Long Điền, Long Điền Đông, Long Điền Đông A, Long Điền Tây với 84 ấp.
Bản đồ hành chính huyện Đông Hải, tỉnh Bạc Liêu
| \| Tên \| Diện tích năm 2024 (km²) \| Dân số năm 2024 (người) \| Mật độ (người/km²) \| Hành chính \| Năm thành lập \| Loại đô thị \| Năm công nhận \| \| ---------------- \| ------------------------ \| ----------------------- \| ------------------ \| ---------- \| ------------- \| ----------- \| ------------- \| \| Thị trấn (1) \| \| \| \| \| \| \| \| \| Gành Hào \| 13,40 \| 17.587 \| 1.312 \| 5 ấp \| 1979 \| Loại V \| 2021 \| \| Xã (10) \| \| \| \| \| \| \| \| \| An Phúc \| 57,68 \| 13.405 \| 232 \| 7 ấp \| 1987 \| \| \| \| An Trạch \| 49,22 \| 15.251 \| 309 \| 9 ấp \| 2008 \| \| \| \| An Trạch A \| 51,01 \| 13.161 \| 258 \| 8 ấp \| 2008 \| \| \| \| Điền Hải \| 41,82 \| 11.468 \| 274 \| 6 ấp \| 2008 \| \| \| \| Định Thành \| 31,58 \| 13.056 \| 413 \| 5 ấp \| 1991 \| \| \| \| Định Thành A \| 27,92 \| 9.103 \| 326 \| 5 ấp \| 2003 \| \| \| \| Long Điền \| 87,72 \| 29.479 \| 336 \| 15 ấp \| 1979 \| \| \| \| Long Điền Đông \| 100,16 \| 23.062 \| 230 \| 8 ấp \| 1991 \| \| \| \| Long Điền Đông A \| 47,77 \| 17.179 \| 359 \| 8 ấp \| 1999 \| \| \| \| Long Điền Tây \| 71,25 \| 13.965 \| 196 \| 8 ấp \| 1979 \| \| \| |                          |                         |                    |            |               |             |               |
| Tên | Diện tích năm 2024 (km²) | Dân số năm 2024 (người) | Mật độ (người/km²) | Hành chính | Năm thành lập | Loại đô thị | Năm công nhận |
| Thị trấn (1) |                          |                         |                    |            |               |             |               |
| Gành Hào | 13,40                    | 17.587                  | 1.312              | 5 ấp       | 1979          | Loại V      | 2021          |
| Xã (10) |                          |                         |                    |            |               |             |               |
| An Phúc | 57,68                    | 13.405                  | 232                | 7 ấp       | 1987          |             |               |
| An Trạch | 49,22                    | 15.251                  | 309                | 9 ấp       | 2008          |             |               |
| An Trạch A | 51,01                    | 13.161                  | 258                | 8 ấp       | 2008          |             |               |
| Điền Hải | 41,82                    | 11.468                  | 274                | 6 ấp       | 2008          |             |               |
| Định Thành | 31,58                    | 13.056                  | 413                | 5 ấp       | 1991          |             |               |
| Định Thành A | 27,92                    | 9.103                   | 326                | 5 ấp       | 2003          |             |               |
| Long Điền | 87,72                    | 29.479                  | 336                | 15 ấp      | 1979          |             |               |
| Long Điền Đông | 100,16                   | 23.062                  | 230                | 8 ấp       | 1991          |             |               |
| Long Điền Đông A | 47,77                    | 17.179                  | 359                | 8 ấp       | 1999          |             |               |
| Long Điền Tây | 71,25                    | 13.965                  | 196                | 8 ấp       | 1979          |             |               |

## Lịch sử
Trước năm 2001, địa bàn huyện Đông Hải ngày nay là một phần huyện Giá Rai (nay là thị xã Giá Rai).
Ngày 24 tháng 12 năm 2001, Chính phủ ban hành Nghị định số 98/2001/NĐ-CP về việc thành lập huyện Đông Hải thuộc tỉnh Bạc Liêu trên cơ sở 52.786,36 ha diện tích tự nhiên và 123.440 nhân khẩu của huyện Giá Rai.
Huyện Đông Hải có 52.786,36 ha diện tích tự nhiên và 123.440 nhân khẩu, có 8 đơn vị hành chính trực thuộc, bao gồm 7 xã: An Trạch, An Phúc, Định Thành, Long Điền, Long Điền Tây, Long Điền Đông, Long Điền Đông A và thị trấn Gành Hào. Huyện lỵ của huyện đặt tại thị trấn Gành Hào.
Ngày 24 tháng 12 năm 2003, Chính phủ ban hành Nghị định số 166/2003/NĐ-CP về việc thành lập xã Định Thành A trên cơ sở 2.986,50 ha diện tích tự nhiên và 9.410 nhân khẩu của xã Định Thành.
Ngày 1 tháng 8 năm 2008, Chính phủ ban hành Nghị định số 85/2008/NĐ-CP về việc:
- Thành lập xã An Trạch A trên cơ sở điều chỉnh 4.807,48 ha diện tích tự nhiên và 11.238 nhân khẩu của xã An Trạch.
- Thành lập xã Điền Hải trên cơ sở điều chỉnh 3.400,04 ha diện tích tự nhiên và 9.408 nhân khẩu của xã Long Điền Tây.

Huyện Đông Hải có 56.160,17 ha diện tích tự nhiên và 138.983 nhân khẩu, có 11 đơn vị hành chính trực thuộc, bao gồm thị trấn Gành Hào và 10 xã: Long Điền, Long Điền Đông, Long Điền Đông A, Long Điền Tây, Điền Hải, An Phúc, An Trạch, An Trạch A, Định Thành, Định Thành A.
Hiện nay, huyện Đông Hải di dời huyện lỵ từ thị trấn Gành Hào đến Khu hành chính mới huyện Đông Hải tại Đường Tỉnh 980 (Giá Rai – Gành Hào), ấp Gò Cát, xã Điền Hải.
Ngày 28 tháng 4 năm 2025, HĐND tỉnh Bạc Liêu ban hành Nghị quyết số 13/NQ-HĐND về việc tán thành chủ trương sắp xếp đơn vị hành chính cấp xã của tỉnh Bạc Liêu năm 2025. Theo đó, sắp xếp 11 đơn vị hành chính cấp xã của huyện Đông Hải thành 5 đơn vị hành chính cấp xã.
- Thành lập xã An Trạch trên cơ sở xã An Trạch A và xã An Trạch A.
- Thành lập xã Định Thành trên cơ sở 3 xã: An Phúc, Định Thành, Định Thành A.
- Thành lập xã Đông Hải trên cơ sở xã Long Điền Đông và Long Điền Đông A.
- Thành lập xã Gành Hào trên cơ sở thị trấn Gành Hào và xã Long Điền Tây.
- Thành lập xã Long Điền trên cơ sở xã Điền Hải và xã Long Điền.

Huyện Đông Hải có 5 xã: An Trạch, Định Thành, Đông Hải, Gành Hào, Long Điền.
Ngày 12 tháng 6 năm 2025, Quốc hội ban hành Nghị quyết số 202/2025/QH15 về việc sắp xếp đơn vị hành chính cấp tỉnh (nghị quyết có hiệu lực từ ngày 12 tháng 6 năm 2025). Theo đó, sáp nhập tỉnh Bạc Liêu vào tỉnh Cà Mau.
Ngày 16 tháng 6 năm 2025, Quốc hội ban hành Nghị quyết số 203/2025/QH15 về việc Sửa đổi, bổ sung một số điều của Hiến pháp nước Cộng hòa xã hội chủ nghĩa Việt Nam. Theo đó, kết thúc hoạt động của đơn vị hành chính cấp huyện trong cả nước từ ngày 1 tháng 7 năm 2025.

## Kinh tế - xã hội

### Kinh tế

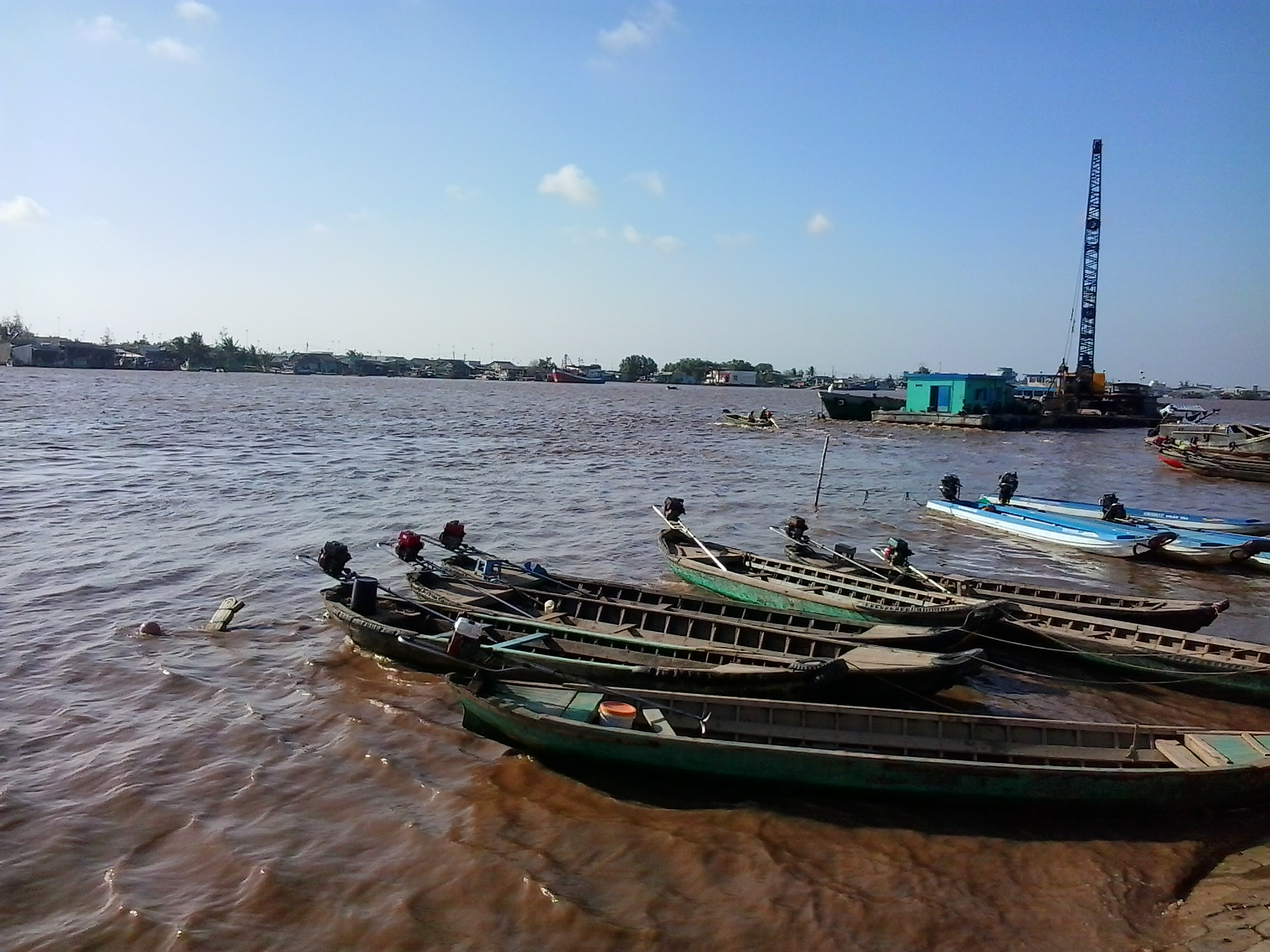
Sông Gành Hào, ranh giới tự nhiên
giữa tỉnh Bạc Liêu và tỉnh Cà Mau

Huyện Đông Hải phát huy có hiệu quả các tiềm năng, lợi thế và tạo nên những bước đột phá mới cho phát triển kinh tế biển, Ban Chấp hành Tỉnh ủy (khóa XV) đã ban hành Nghị quyết số 06-NQ/TU về xây dựng Đông Hải trở thành huyện trọng điểm về kinh tế biển, phấn đấu từng bước đạt các tiêu chí nâng lên thị xã. Đây là điều kiện để huyện đầu tư xây dựng kết cấu hạ tầng, tạo động lực phát triển kinh tế - xã hội, xây dựng huyện trở thành trọng điểm về kinh tế biển.
Tốc độ tăng trưởng kinh tế bình quân của huyện giai đoạn 2016 – 2020 đạt 7,16%. Cơ cấu kinh tế (theo giá hiện hành): khu vực nông, lâm và thủy sản tăng 40,63%; khu vực công nghiệp – xây dựng 20,34%; khu vực thương mại – dịch vụ 34,11%.

### Nông nghiệp – thủy sản
Nông nghiệp vẫn là ngành kinh tế chính của huyện. Tốc độ tăng trưởng giai đoạn 2011-2020 bình quân 14,5%/năm, tổng giá trị sản xuất năm 2020 đạt 11.283 tỷ đồng tăng 8.367 tỷ đồng so với năm 2010 (2.916 tỷ đồng). Những năm qua, huyện đã đẩy mạnh chuyển đổi cơ cấu cây trồng, cải tạo diện tích vườn kém hiệu quả để phát triển các mô hình trồng rau, màu; phát triển mô hình chăn nuôi gia súc, gia cầm theo hướng đảm bảo vệ sinh an toàn thực phẩm; đầu tư xây dựng cơ sở hạ tầng vùng nuôi tôm công nghiệp, bán công nghiệp, tăng cường công tác tập huấn khuyến ngư, chuyển giao ứng dụng kỹ thuật vào sản xuất, đảm bảo an toàn cho ngư dân và phương tiện đánh bắt trên biển, từng bước phát triển dịch vụ hậu cần nghề cá,.. Do đó, kinh tế nông nghiệp của huyện tiếp tục phát triển ổn định theo hướng sản xuất hàng hóa, nâng cao năng suất, chất lượng và hiệu quả, góp phần phát triển kinh tế - xã hội của huyện.

### Công nghiệp – xây dựng
Công nghiệp – tiểu thủ công nghiệp trong những năm qua đã phát huy được các tiềm năng lợi thế về nguồn nguyên liệu nên đã đóng góp tích cực vào tăng trưởng chung của huyện, góp phần tạo ra sự thay đổi bộ mặt kinh tế - xã hội, tạo công ăn việc làm, tác động tích cực đối với các ngành nông nghiệp và dịch vụ.... Giai đoạn 2011 – 2020, giá trị sản xuất công nghiệp (theo giá so sánh năm 2010) tăng bình quân 11,6%/năm, đạt 2.101 tỷ đồng năm 2020 và tăng 1.400 tỷ đồng so với năm 2010 (701 tỷ đồng).

### Dịch vụ
Hoạt động thương mại, dịch vụ duy trì và phát triển ổn định; hệ thống chợ từng bước đầu tư và mở rộng; chất lượng, an toàn vệ sinh thực phẩm đáp ứng nhu cầu ngày càng cao của người tiêu dùng. Sự tham gia của nhiều thành phần kinh tế đã tạo cho lượng hàng hóa dồi dào, nhiều chủng loại và đa dạng. Giai đoạn 2011-2020, tổng mức bán lẻ, doanh thu dịch vụ tăng bình quân 15,4%/năm, đạt 5.876 tỷ đồng năm 2020 và tăng 4.472 tỷ đồng so với năm 2010 (1.404 tỷ đồng).

### Xã hội

#### Giáo dục
Năm 2018, toàn huyện có 51 trường học với hơn 630 phòng học. Đến nay, huyện có 100% phòng học được xây dựng cơ bản và bán cơ bản, 11/51 trường đạt chuẩn quốc gia, 55% giáo viên đạt chuẩn và gần 42% giáo viên đạt trên chuẩn. Lĩnh vực giáo dục - đào tạo tiếp tục phát triển, từng bước nâng cao chất lượng dạy và học. Cơ sở vật chất, trang thiết bị dạy và học được đầu tư cơ bản đáp ứng yêu cầu. Tỷ lệ học sinh hoàn thành chương trình tiểu học đạt 99,95%, THCS đạt 99,28%, tốt nghiệp THPT đạt 100%.

#### Y tế
Cơ sở vật chất khám và điều trị bệnh ở Bệnh viện đa khoa huyện và Trạm y tế xã, thị trấn được tăng cường. Hiện nay huyện có trên 70% xã đạt chuẩn quốc gia về y tế, 100% trạm y tế có bác sĩ phục vụ và làm tốt công tác chăm sóc sức khỏe cho người dân.

## Dân số
Huyện Đông Hải có diện tích tự nhiên là 579,63 km², dân số năm 2016, dân số toàn huyện là 149.056 người, trong đó: dân tộc Kinh 145.158 người; dân tộc Hoa 237 người; dân tộc Khmer 3.818 người; dân tộc khác 20 người. Dân số 2018 là 149.814 người, mật độ dân số của huyện là 259 người/km². Trong đó, dân số sống ở thành thị là 17.893 người chiếm tỉ lệ 11,94% và dân số sống ở nông thôn là 131.975 người chiếm tỉ lệ 88,06%.
Theo thống kê năm 2019, huyện Đông Hải có diện tích 579,63 km², dân số là 152.788 người, mật độ dân số đạt 264 người/km².
Năm 2019, dân số toàn huyện Đông Hải là 153.771 người, trong đó, dân số thành thị là 14.114 người chiếm 9,18%, dân số nông thôn là 139.657 người chiếm 90,82%.
Theo thống kê ngày 1 tháng 11 năm 2021, dân số huyện Đông Hải là 154.607 người, trong đó: dân số thành thị là 14.327 (9,27%), dân số nông thôn là 140.280 người (90,73%).
Huyện Đông Hải có diện tích 579,53 km², dân số sơ bộ năm 2022 là 153.771 người, trong đó khu vực thành thị 14.114 người, chiếm 9,18%; khu vực nông thôn 139.657 người, chiếm 90,82%.
Huyện Đông Hải có diện tích 579,53 km², dân số thường trú tính đến ngày 31/12/2022 là 155.156 người, mật độ dân số đạt 267 người/km².
Huyện Đông Hải có diện tích 579,53 km², dân số quy đổi tính đến ngày 31/12/2022 là 172.786 người, mật độ dân số đạt 298 người/km².
Huyện Đông Hải có diện tích 579,53 km², dân số năm 2023 là 156.397 người, mật độ dân số đạt 269 người/km².
Huyện Đông Hải có diện tích 579,53 km², dân số năm 2023 là 155.713 người, mật độ dân số đạt 268 người/km².
Huyện Đông Hải có diện tích 579,53 km², dân số năm 2024 là 156.397 người, mật độ dân số đạt 269 người/km².
Huyện Đông Hải có diện tích 579,53 km², dân số quy đổi tính đến ngày 31/12/2024 là 176.716 người, mật độ dân số đạt 304 người/km².

## Văn hóa
Trên địa bàn huyện, có 3 dân tộc cùng sinh sống là Kinh (chiếm 97,28%), Khmer (chiếm 2,55%), Hoa (chiếm 0,15%) nên luôn có các Lễ hội gắn liền với đời sống tâm linh của các dân tộc, tôn giáo như Lễ hội Kỳ yên ở Đình thần Long Điền, xã Long Điền và Đình Nguyễn Trung Trực, xã An Trạch A. Đặc biệt, do là huyện vùng ven biển nên hằng năm tại cửa biển Gành Hào, cư dân biển đều tổ chức Lễ hội Nghinh Ông với nhiều hoạt động sôi nổi như: tổ chức cho các tàu thuyền đánh bắt hải sản đồng loạt diễu hành ra biển; lễ thỉnh Ông Nam Hải; thả tôm giống ra biển; Hội chợ thương mại.... cùng nhiều hoạt động văn hoá văn nghệ, các trò chơi dân gian, giao lưu ẩm thực. Ngoài các hoạt động truyền thống của ngư dân, đây còn là dịp để Đông Hải quảng bá hình ảnh, giới thiệu phong tục, tập quán đến người dân trong và ngoài nước, cũng như khách du lịch nên góp phần quan trọng thúc đẩy tăng trưởng kinh tế - xã hội của huyện.
Đến nay 100% hộ dân có phương tiện nghe, nhìn. Trên 95% hộ gia đình và trên 90% ấp đạt chuẩn văn hóa, 2 xã đạt chuẩn văn hóa.
Huyện đã hỗ trợ và xây dựng gần 1.000 căn nhà tình nghĩa. Vận động quỹ Vì người nghèo, quỹ An sinh xã hội 12 tỷ đồng, triển khai xây dựng trên 6800 căn nhà tình thương và nhà 167 cho người nghèo. Tỷ lệ hộ nghèo giảm còn 22.46%. Tổng thu ngân sách Nhà nước 10 năm qua trên 370 tỷ đồng, riêng năm 2011 là 57 tỷ đồng, tăng 6,4 lần so với năm 2002.

### Lễ hội
Huyện có 3 dân tộc: Kinh, Hoa, Khmer, hằng năm có các lễ hội như Lễ hội nghinh Ông của ngư dân Gành Hào, Lễ Kỳ yên và các lễ hội khác của người Khmer.
Với những nỗ lực trên, ngày 1/3/2012 Đảng bộ và nhân dân huyện Đông Hải vinh dự đón nhận Huân chương Lao động hạng III trong ngày kỷ niệm 10 năm thành lập huyện.

## Du lịch
Đặc biệt, tại ấp Rạch Rắn xã Long Điền hiện có khu di tích nơi thành lập chi bộ Đảng đầu tiên của tỉnh Bạc Liêu.
Đẩy mạnh phát triển du lịch sinh thái rừng ngập mặn ven biển theo tuyến đê biển Đông, vườn chim Lập Điền (xã Long Điền Tây), Lăng Ông Gành Hào (thị trấn Gành Hào).

## Giao thông

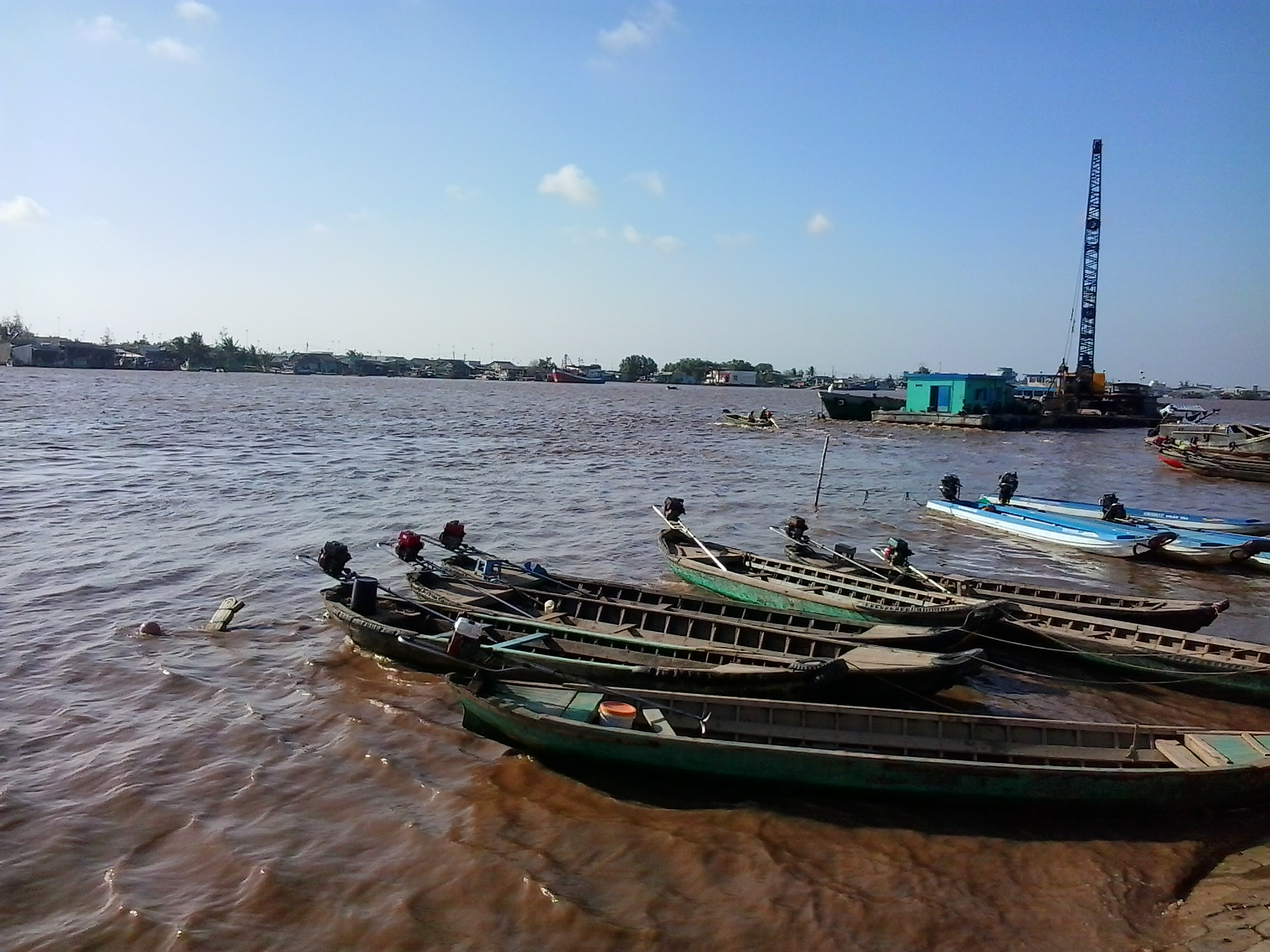
Sông Gành Hào, ranh giới giữa tỉnh Bạc Liêu và Cà Mau, đoạn chảy qua huyện Đông Hải

### Giao thông đường bộ
Trên địa bàn huyện, mạng lưới giao thông bộ
phát triển khá nhanh, đến nay có 10/10 xã thuộc huyện đã có đường nhựa cho xe ô tô lưu thông đến trung tâm xã theo tiêu chuẩn của Bộ Giao thông Vận tải. Nhìn chung, tỷ lệ nhựa hóa, cứng hóa đạt cao, nhất là các tuyến quan trọng. Cụ thể, như sau:
- Đường tỉnh: có 5 tuyến với tổng chiều dài khoảng 97,4 km, mặt đường được láng nhựa, cấp phối hoặc đất đen. Gồm các tuyến như ĐT.977 dài 10,6 km; ĐT.979B dài 13,5 km; ĐT.980 dài 26,6 km; ĐT.982 dài 31 km; ĐT.981B dài 15,7 km.
- Đường huyện: có 14 tuyến với tổng chiều dài 212,6 km. Các tuyến đường đạt cấp V hoặc cấp VI đồng bằng, mặt đường được láng nhựa, bêtông xi măng hoặc đường đất. Do đó, khả năng khai thác còn hạn chế, không ổn định và bị giới hạn về tải trọng vận chuyển.
- Đường giao thông nông thôn: có tổng chiều dài khoảng 525 km; mặt đường đá cấp phối, bê tông xi măng, đất, rộng từ 2–3 m, đồng thời vào mùa mưa lũ thường xuyên bị ngập nước và sói lở nên chưa đáp ứng nhu cầu vận chuyển hàng hóa bằng đường bộ trên địa bàn.[6]

### Đường thủy
Huyện Đông Hải có bờ biển dài khoảng 23 km, với hai cửa sông lớn thông ra biển là Gành Hào và Cái Cùng, trên địa bàn còn có các tuyến kênh lớn như kênh Hộ Phòng – Gành Hào; kênh xáng Tắc Vân; kênh Cái Cùng 
– Xóm Lung, cùng nhiều tuyến vừa và nhỏ khác được phân bố tương đối đều trên địa bàn nên đáp ứng tốt cho nhu cầu đi lại của nhân dân, đặc biệt rất thuận lợi để phát triển vận tải hàng hóa bằng đường sông và đường biển.

## Kết nghĩa
Huyện Kim Sơn, tỉnh Ninh Bình.

## Hình ảnh

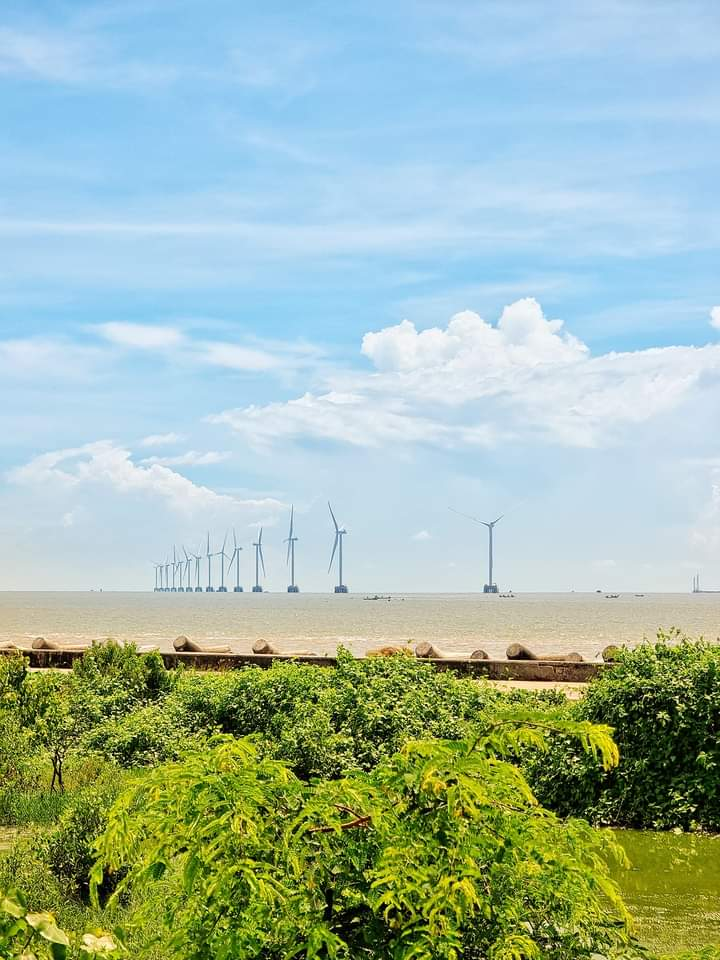
Một góc cửa biển Gành Hào
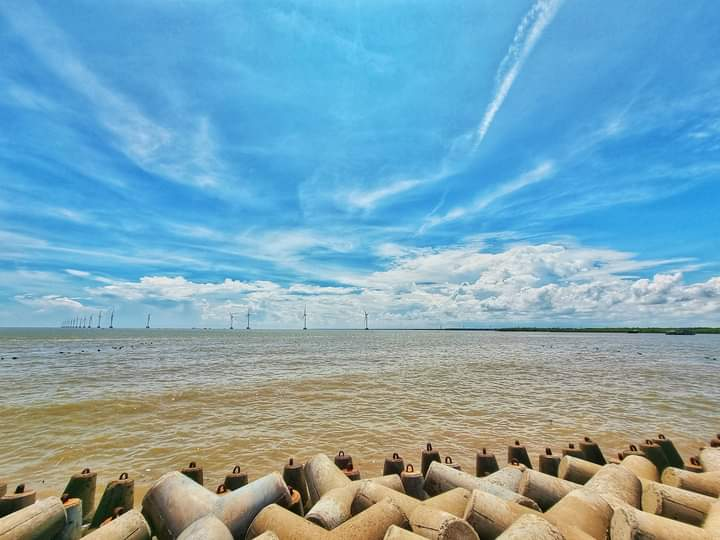
Một góc bờ kè Gành Hào
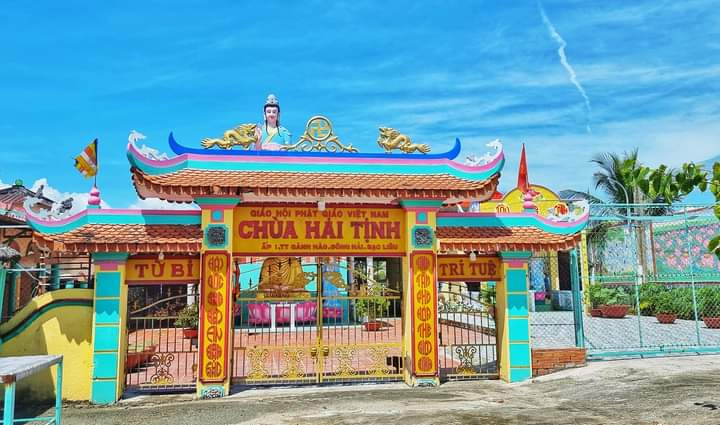
Chùa Hải Tịnh
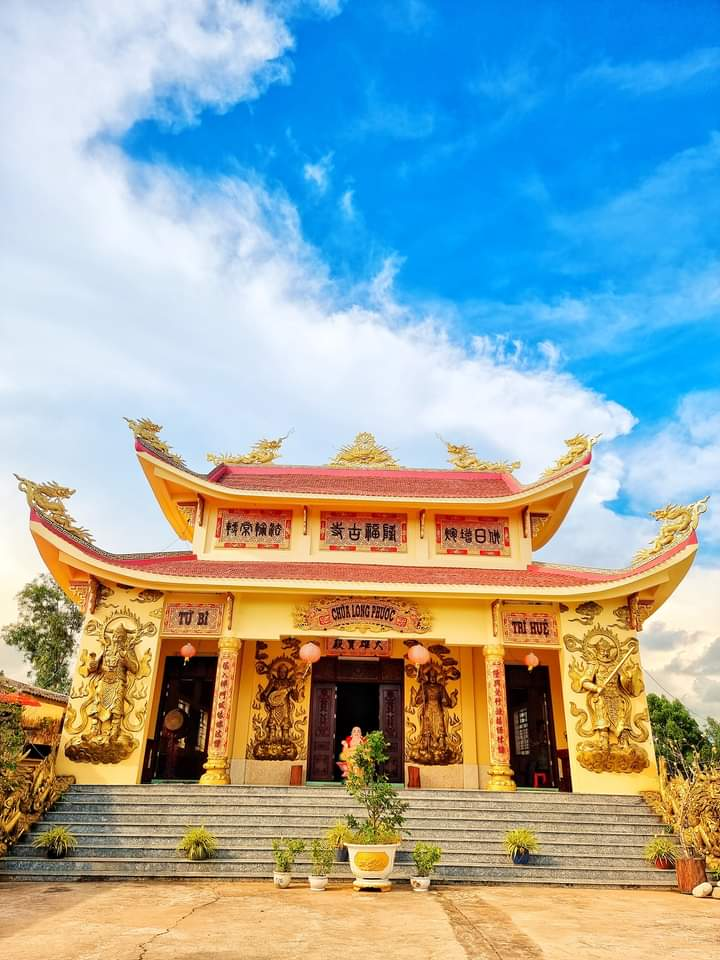
Chùa Long Phước
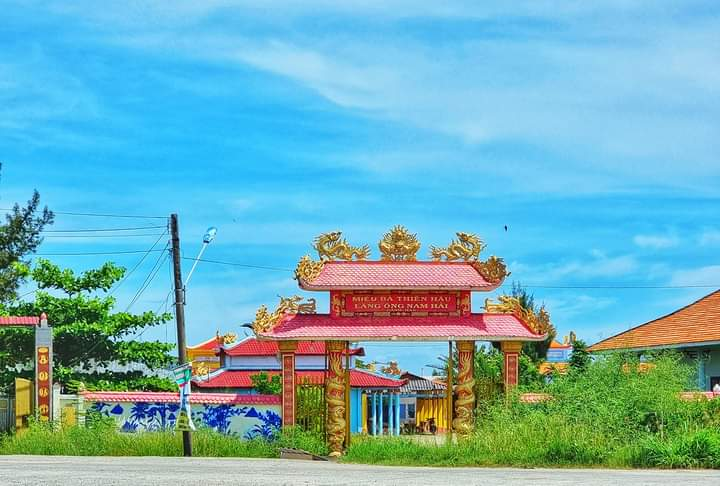
Miếu Bà Thiên Hậu – Lăng Ông Nam Hải
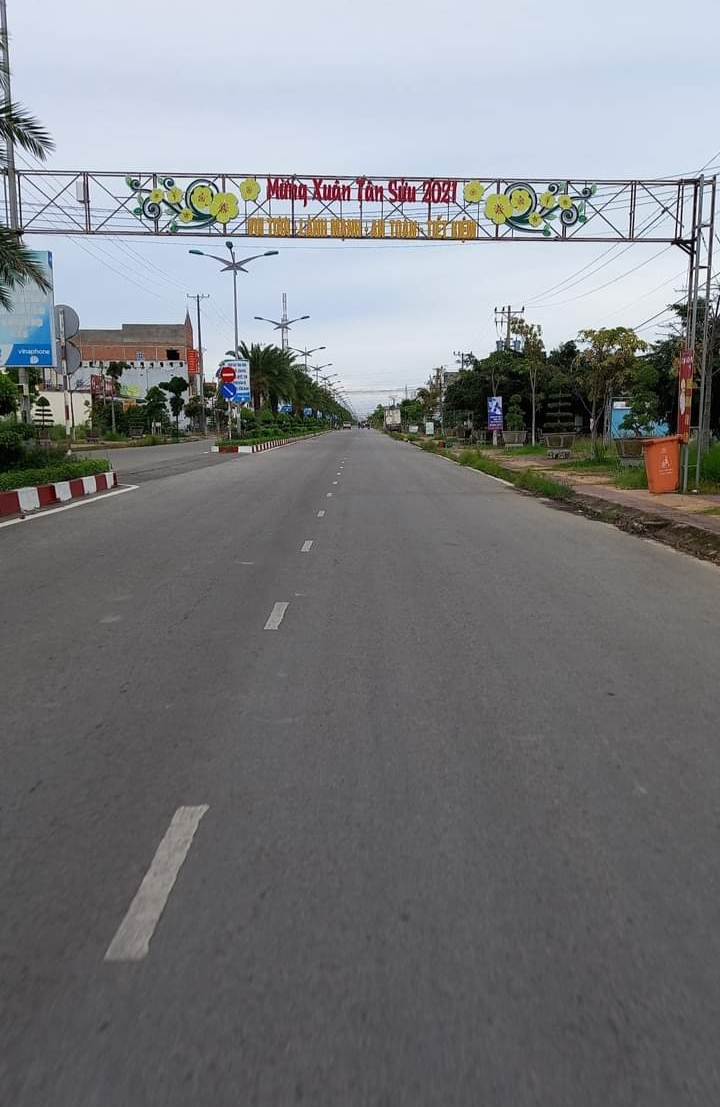
Đường vào trung tâm Gành Hào
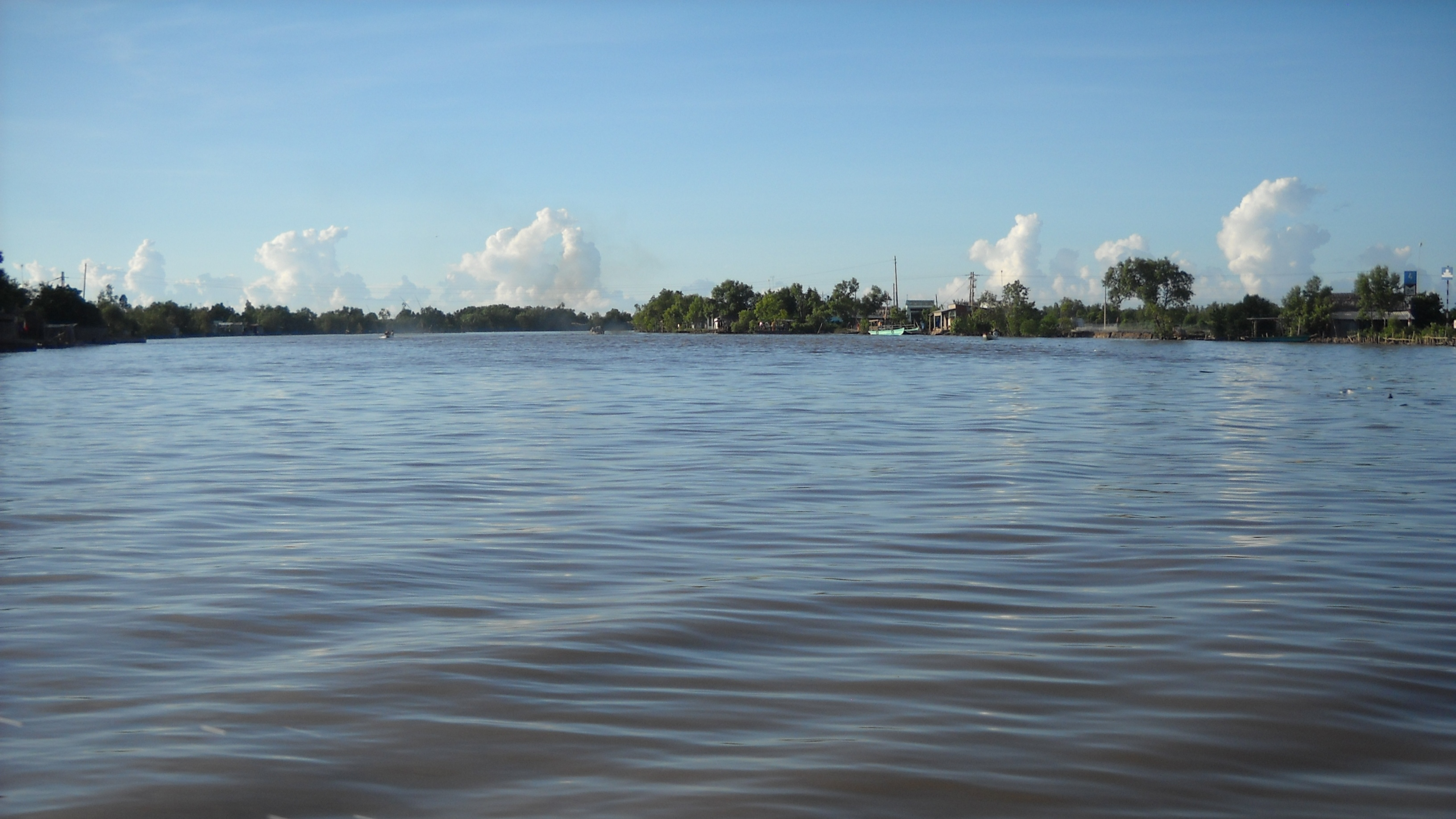
Sông Gành Hào
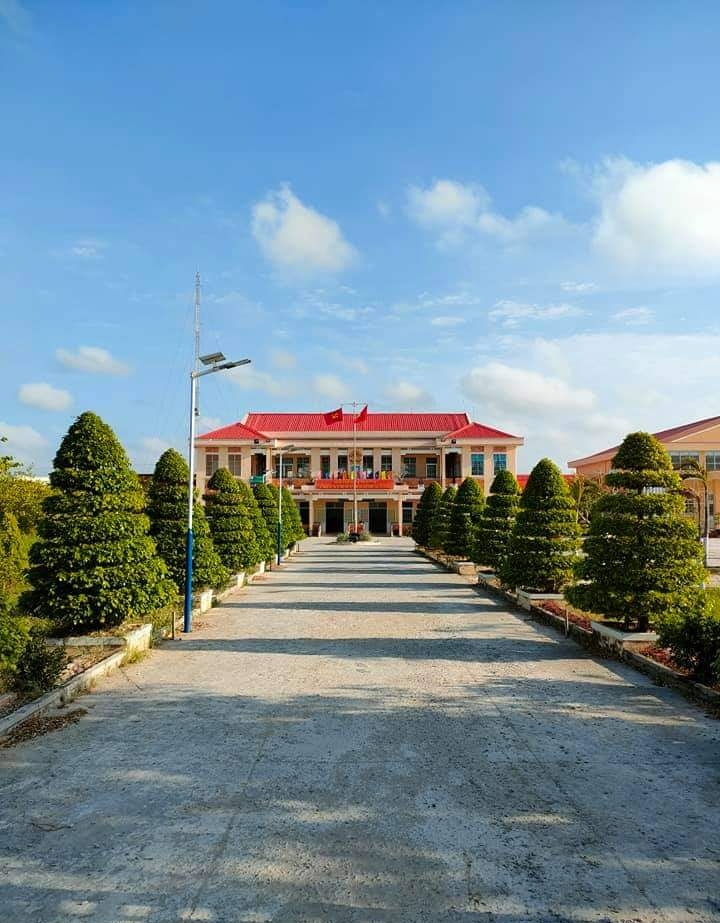
Trụ sở xã An Phúc
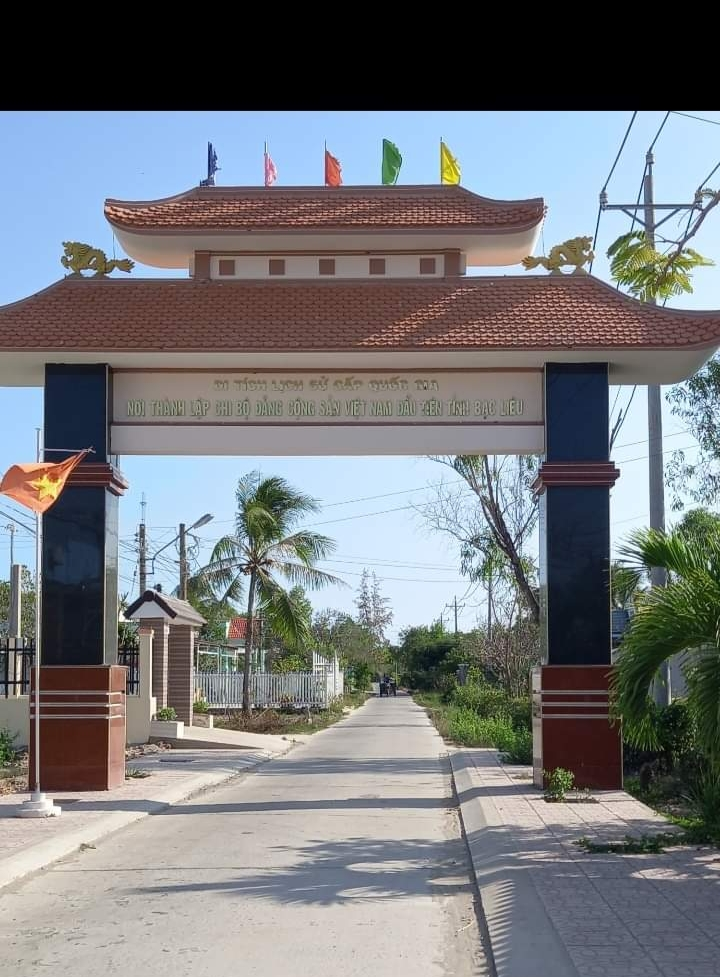
Di tích lịch sử cấp Quốc gia Nơi thành lập chi bộ Đảng Cộng sản Việt Nam đầu tiên tỉnh Bạc Liêu
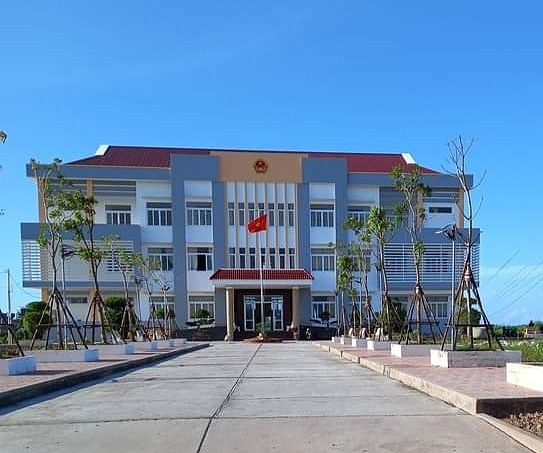